# Autorretrato con la gripe española
Autorretrato con la gripe española (en noruego, Selvportrett i spanskesyken) y Autorretrato después de la gripe española (en noruego, Selvportrett etter spanskesyken) es el título de tres pinturas, así como varios dibujos y acuarelas del pintor noruego Edvard Munch, que fueron creadas en 1918 y 1919. Representan al pintor enfermo de gripe española, una grave pandemia que en ese momento era rampante en todo el mundo y se cobró millones de vidas. Las imágenes son parte de una serie de autorretratos con los que el retraído Munch exploró la vejez, la enfermedad y la muerte inminente en su obra tardía.

## Descripción
En Autorretrato con la gripe española de la Galería Nacional de Noruega, Munch se retrata a sí mismo convaleciente, con una larga bata castaña y sentado en una silla de mimbre amarilla. Las manos colocadas en el regazo, sostienen una manta de lana verdosa. Hay una cama deshecha al fondo. Tiene la cara lavada y sin afeitar, la boca abierta, como si tuviera problemas para respirar. Mira al espectador en busca de ayuda; su mirada parece cansada, perdida, sin apenas percatarse de su entorno. La barbilla se hunde hacia el pecho, toda la postura se hunde sobre sí misma y se inclina ligeramente hacia adelante. Según Nic Stang, en la imagen Munch aparece "delgado y hundido, [...] barbudo y descuidado". Joseph L. Goldstein reconoce la desorientación y el delirio en el paciente.
El tono carnoso de la pared del fondo lo retoma la tez pálida, como si atravesara al enfermo. A la derecha, en primer plano, hay algunas manchas de color amarillo brillante, azul y rojo, como si el colorido y animado mundo exterior estuviera entrando en la habitación. La manta de la cama, por otro lado, está pintada de un verde viscoso enfermizo con manchas púrpuras.
En Autorretrato después de la gripe española del Museo Munch de Oslo, Munch mira al espectador en un plano cercano y de tres cuartos. Ya no se sienta, sino que está de pie. La silla de mimbre vacía se puede ver al fondo. Ha cambiado su bata por un traje azul verdoso. El color de fondo también ha pasado del carne pálido a verde. El cabello gris de Munch se ve más abultado. Tiene una barba espesa. Un fuerte color rojo ha vuelto a su rostro, pero sus ojos están hinchados y su expresión todavía es exhausta.

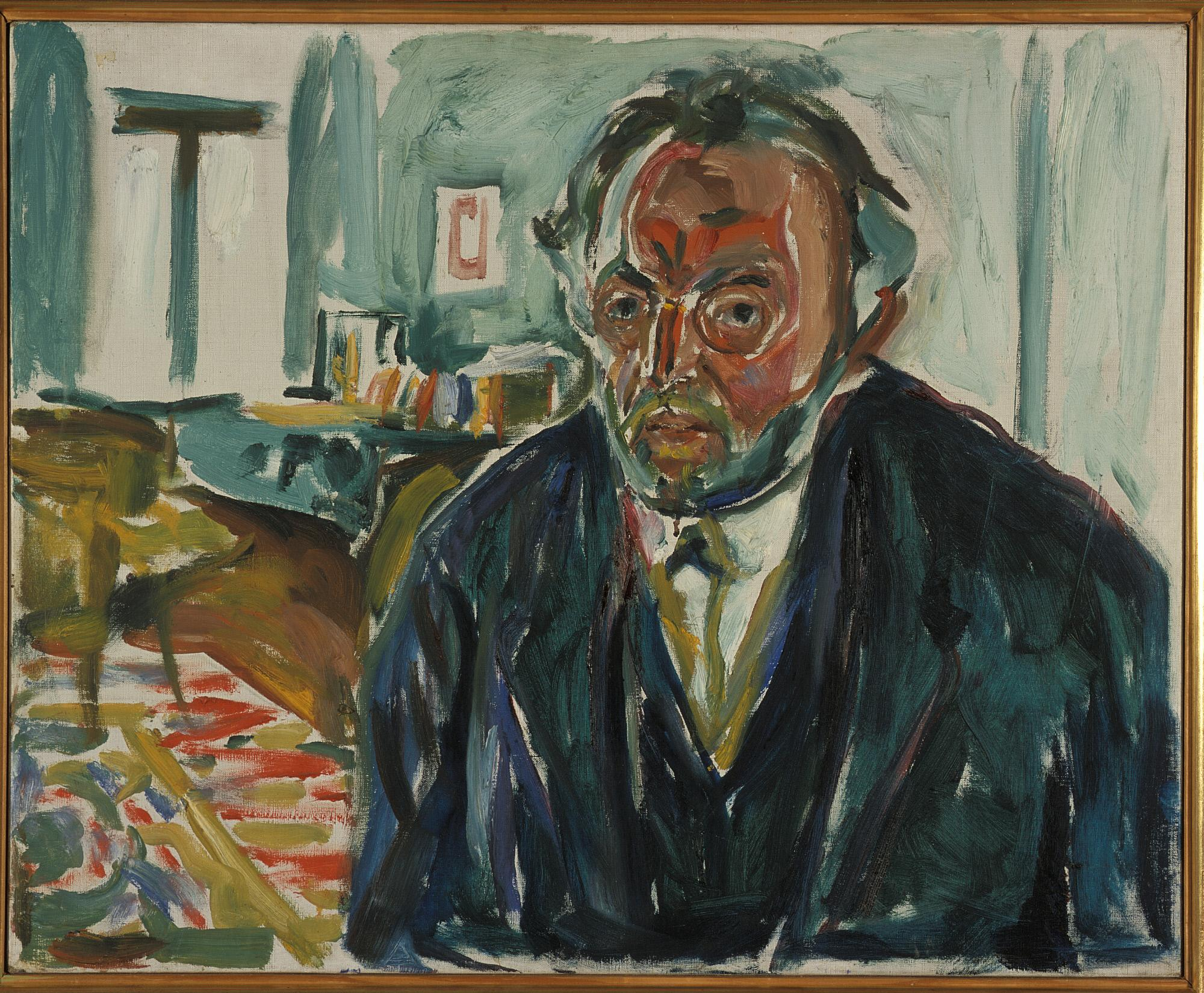
Autorretrato después de la gripe española; Edvard Munch, 1919.

Un tercer cuadro, titulado Autorretrato de Behnhaus después de la influenza, muestra a Munch en un sillón, de perfil mirando hacia la derecha. Lleva chaqueta, pantalón y zapatos, por lo que parece que ya ha abandonado la cama de convaleciente. Sin embargo, se hunde profundamente en el sillón y sus brazos descansan completamente sobre los apoyabrazos. Una manta le calienta la espalda. Los ojos del rostro barbudo parecen cerrados, como si el pintor reflexionara sobre la enfermedad, su vida o su obra.

## Otras versiones

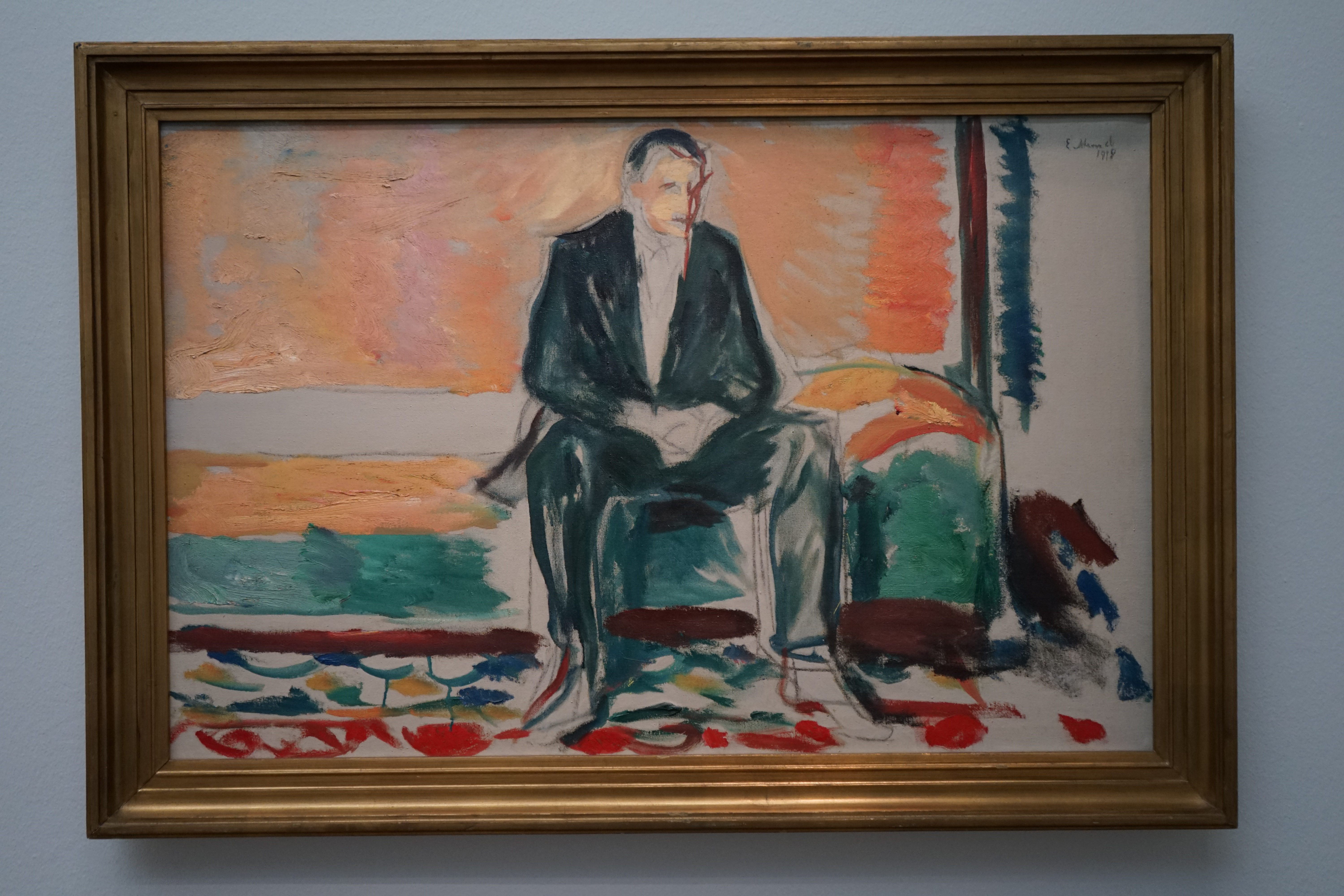
Edvard Munch: Autorretrato con la gripe española (1918), lienzo al óleo sobre lápiz, 66,5 × 100,5 cm, Colección Heidi Horten.

## Antecedentes
Edvard Munch experimentó la enfermedad y la muerte desde muy temprano. A la edad de 33 años, la madre de Munch murió de tuberculosis en 1868 cuando él tenía solo cinco años. En 1877, su hermana mayor, Sophie, murió de la misma enfermedad con 15 años. Su padre murió doce años después. Cuando era niño, Munch era débil y, a menudo, estaba enfermo; su infancia y juventud se vieron ensombrecidas por el miedo constante a la muerte. Más tarde dijo: “La enfermedad y la muerte vivían en la casa de mis padres. Probablemente nunca superé la desgracia de allí. También fue decisivo para mi arte.“ El primer procesamiento artístico de Munch de la muerte de su hermana Sophie y su propio miedo a la muerte fue el motivo La niña enferma, con el que luchó durante un año hasta su finalización en 1885/86 y que repintaba a intervalos regulares. En el Friso de la vida, Munch se refirió repetidamente a los temas de la enfermedad y la muerte, por ejemplo en Muerte en la habitación de la enferma (1893) y En el lecho de muerte (1895).

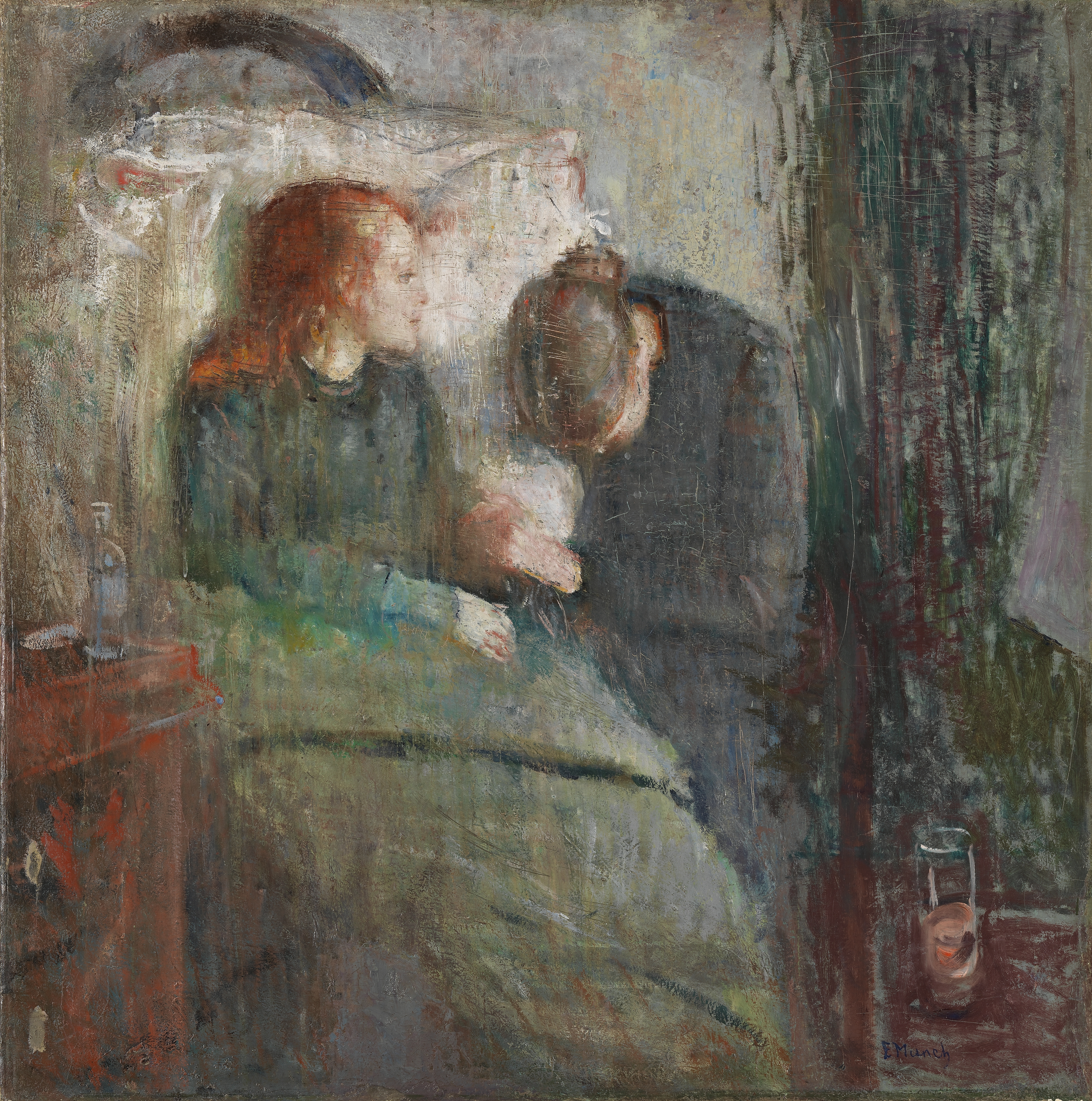
La niña enferma (1885/86), óleo sobre lienzo, 119,5 × 118,5 cm, Galería Nacional de Noruega
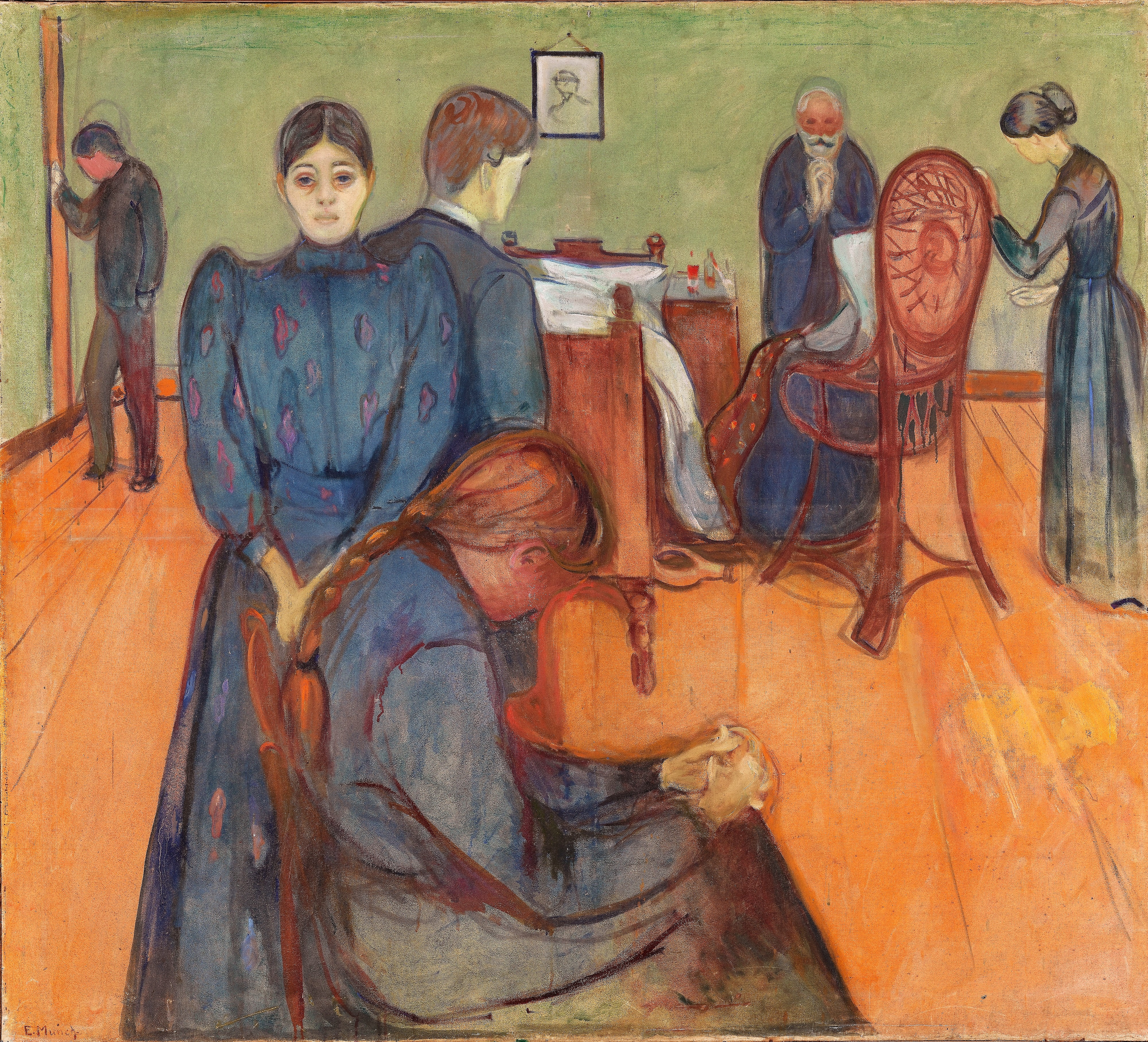
Muerte en la habitación de la enferma (1893), óleo sobre lienzo, 152,5 × 169,5 cm, Galería Nacional de Noruega.
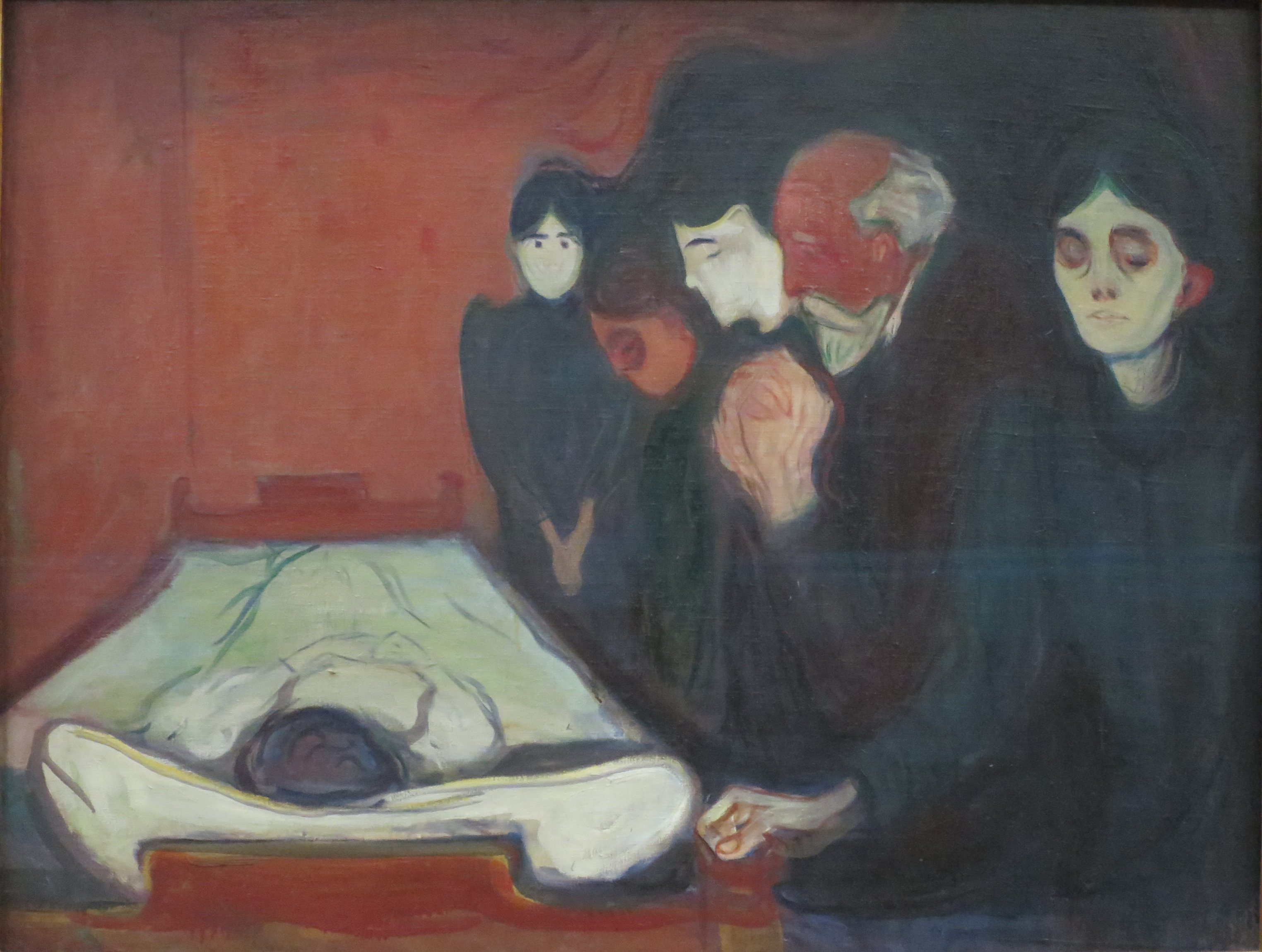
En el lecho de muerte (1895), óleo sobre lienzo, 90 × 120,5 cm, Museo de Arte de Bergen.
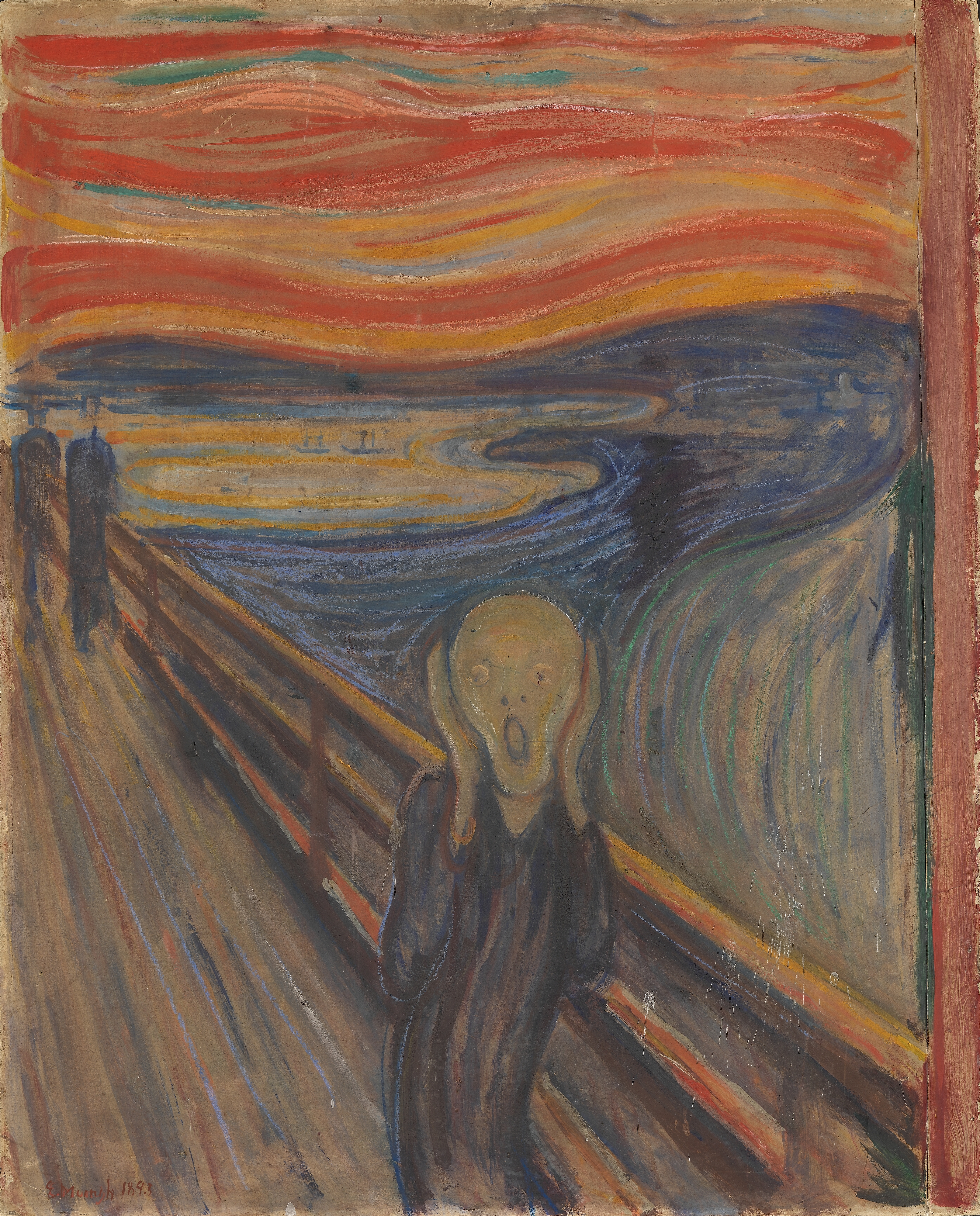
El grito . Óleo, témpera y pastel sobre cartón, 1893, 91 × 73,5 cm, Galería Nacional de Noruega, Oslo

Tras el fin de la Primera Guerra Mundial la llamada gripe española, se extendió por todo el mundo entre 1918 y 1920, una pandemia de gripe que se cobró entre 20 y 50 millones de víctimas. El pintor Egon Schiele y los poetas Guillaume Apollinaire y Emanuel Goldstein, íntimo amigo de Munch desde su época en París, murieron a causa de ella. Edvard Munch, quien temió la influenza toda su vida, también cayó enfermo en el invierno de 1918/19. Documentó el curso de su enfermedad en numerosos autorretratos. Una carta de marzo de 1919 certificó su recuperación. Sin embargo, no es seguro si Munch realmente enfermó de gripe española. Según el Museo Munch de Oslo, también podría haber sido una bronquitis. La historiadora del arte Patricia Berman sostiene que los "autorretratos de Munch con la gripe española podrían haber sido el resultado de la identificación de Munch con la enfermedad y su devastación en la sociedad y en su entorno."  Hans Dieter Huber reconoce principalmente "el miedo del pintor a la muerte en los motivos de la gripe española, por ejemplo, en las sombras amenazadoras de los dibujos que había tomado de los motivos de La niña enferma'' y En el lecho de muerte."  La boca abierta en Autorretrato con la gripe española le recuerda a Joseph L. Goldstein a la de El grito. Munch comentó sobre la pintura a un visitante: “¿Sientes el olor [...] que estoy a punto de pudrirme?".

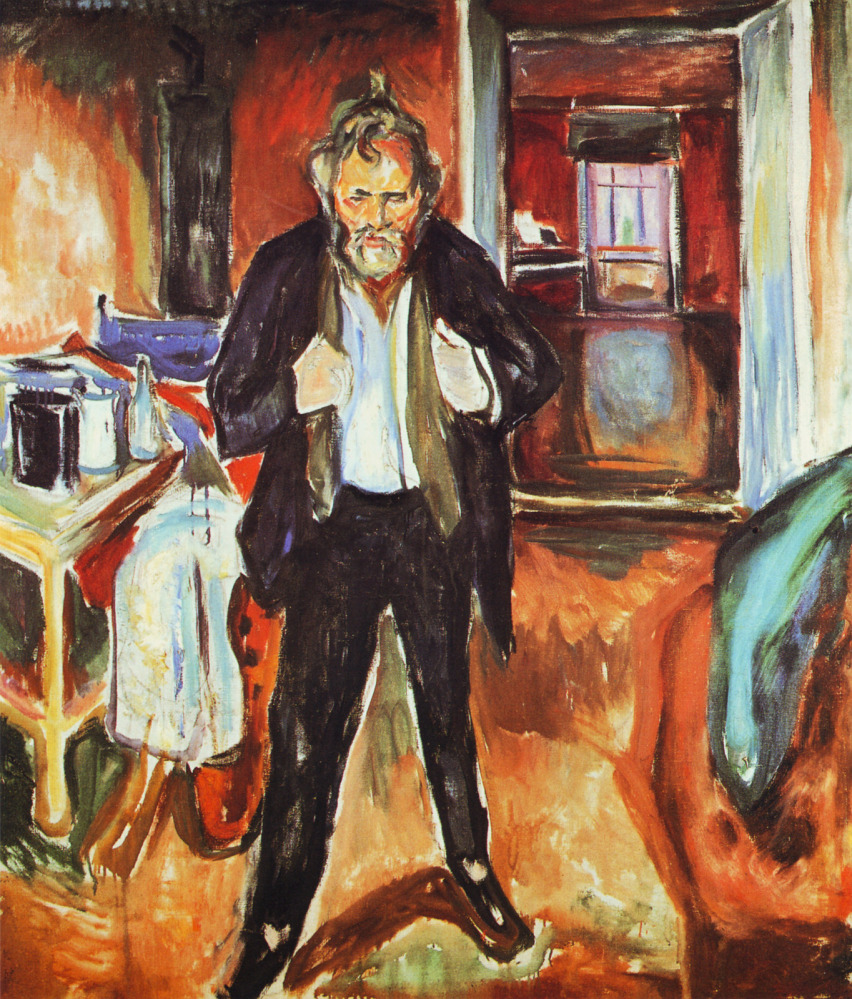
Autorretrato (En disturbios internos) (1920), óleo sobre lienzo, 150 × 129 cm, Museo Munch de Oslo.
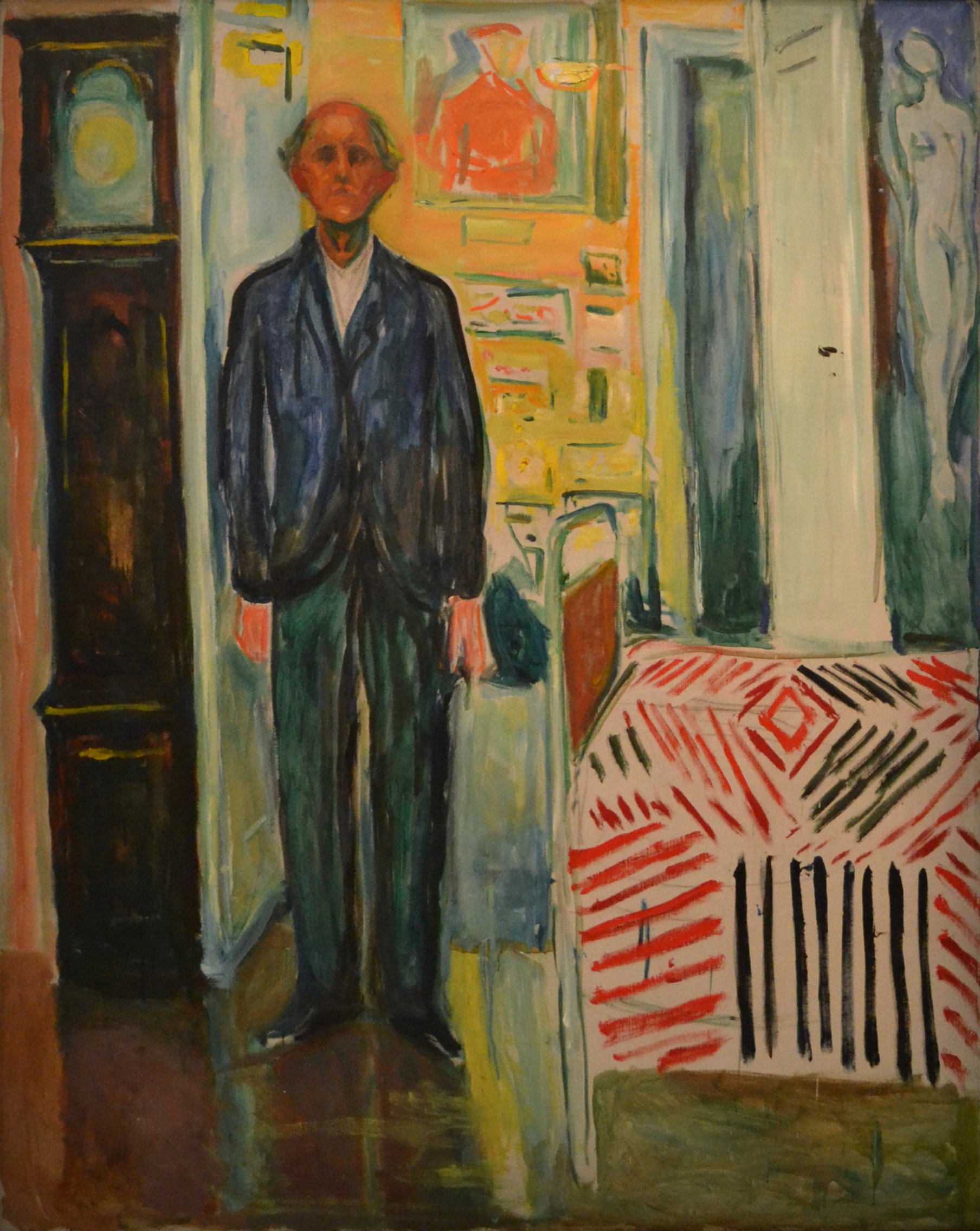
Autorretrato. Entre el reloj y la cama (1940-1943), óleo sobre lienzo, 120,5 × 149,5 cm, Museo Munch de Oslo.

En el arte subjetivo de Munch con fuertes referencias a los propios sentimientos y experiencias personales, los autorretratos juegan un papel importante en todo momento. Según Ulrich Bischoff, son un “incansable instrumento de auto cuestionamiento” y su importancia debe colocarse al mismo nivel que las principales obras del artista. Con su retirada a Ekely en 1916 en particular, aumentó la preocupación de Munch por sí mismo y su cuerpo, que, según Arne Eggum, comenzó a pintar y dibujar “con una frecuencia vertiginosa”. Al hacerlo, se presentó "sin ningún tipo de sentimentalismo con tremenda fuerza como enfermo, lastimoso y solitario". Bischoff reconoce “la autoafirmación más laboriosa contra la enfermedad” en el Autorretrato con la gripe española de 1919, ataques de inseguridad en el Autorretrato (Inner Unrest) del año siguiente, ambos “completamente poco heroicos, mostrando el colores más bellos de la imagen.“  Nic Stang, sin embargo, también identifica en el autorretrato con la gripe española el desafío y la autoafirmación con los que el pintor se opone a la enfermedad para continuar con su trabajo. Los autorretratos de la última década de su vida giran principalmente en torno a su encuentro con la muerte. Si bien Munch se reveló como un “anciano frágil” en Autorretrato con la gripe española con tan solo 56 años, según Matthias Arnold, veinte años después el Autorretrato. Entre el reloj y la cama es “un testimonio conmovedor de La vida de Munch al borde de la muerte ”.

## Procedencia y recepción
El cuadro Autorretrato con la gripe española fue donado a la Galería Nacional de Noruega en 1937 por el fabricante noruego Christian Mustad y su esposa Charlotte. La versión de la Behnhaus fue adquirida en 1928 de la colección del marchante de arte alemán Alfred Flechtheim con fondos de la Jubelkugellotterie. Las obras del Museo Munch de Oslo proceden de la finca de Edvard Munch, que las legó a la ciudad de Oslo cuatro años antes de su muerte en 1944. El dibujo a lápiz enriquecido con pintura al óleo de la colección Heidi Horten se publicó en 2018 con el título ¡WOW! The Heidi Horten Collection presentada en el Museo Leopold de Viena.
El autorretrato también se ha ilustrado y comentado en publicaciones médicas. En 2003, la pintura Autorretrato después de la gripe española fue la imagen de portada en la revista médica Emerging Infectious Diseases  y Autorretrato con la gripe española fue la imagen de portada de un libro de texto sobre la historia de la virología holandesa de 2020. Las imágenes de Munch convaleciente también fueron discutidas en relación con la pandemia de COVID-19 de 2020-2021, por ejemplo, por el Premio Nobel estadounidense de Medicina, Joseph L. Goldstein.